# Krzysztof Kosiński (historyk)
Krzysztof Kosiński (ur. 25 grudnia 1974 w Warszawie) – polski historyk, doktor habilitowany nauk humanistycznych, profesor Instytutu Historii Nauki im. Ludwika i Aleksandra Birkenmajerów PAN.

## Życiorys
Absolwent Wydziału Historycznego Uniwersytetu Warszawskiego (1998). Stopień naukowy doktora uzyskał w 2002 na podstawie rozprawy Władza - szkoła - dom. Życie oficjalne i prywatne młodzieży w czasie PRL (promotor: Marcin Kula). Stopień doktora habilitowanego otrzymał w 2009 w Instytucie Historii PAN na podstawie rozprawy Historia pijaństwa w czasach PRL. Polityka - obyczaje - szara strefa - patologie. W latach 2003–2023 pracował w Zakładzie Badań nad Dziejami Polski po 1945 roku w Instytucie Historii PAN. Od grudnia 2023 roku jest profesorem w Pracowni Historii Idei Humanistycznych i Społecznych Instytutu Historii Nauki im. Ludwika i Aleksandra Birkenmajerów PAN. Zajmuje się historią społeczną PRL. Laureat Nagrody Literackiej im. Józefa Mackiewicza za książkę Bunt duszy polskiej. O twórczości politycznej i literackiej Romana Dmowskiego (z lat 1893-1934) (2024).

## Wybrane publikacje
- O nową mentalność: życie codzienne w szkołach 1945-1956, Warszawa: "Trio" 2000.
- Nastolatki '81: świadomość młodzieży w epoce "Solidarności", Warszawa: "Trio" 2002.
- Oficjalne i prywatne życie młodzieży w czasach PRL, Warszawa: Rosner & Wspólnicy 2006.
- Historia pijaństwa w czasach PRL: polityka, obyczaje, szara strefa, patologie, Warszawa: Wydawnictwo Neriton - Instytut Historii PAN 2008.
- Wiwisekcja powszedniości : studium wczesnej twórczości Marka Nowakowskiego (1957-1971), Warszawa : Instytut Pamięci Narodowej - Komisja Ścigania Zbrodni przeciwko Narodowi Polskiemu 2014.
- "Ekonomia krwi". Konspiracja narodowa w walczącej Warszawie: 1939 - 1944 - 1990, Warszawa: Instytut Historii PAN 2020.
- Bunt duszy polskiej. O twórczości politycznej i literackiej Romana Dmowskiego (z lat 1893-1934), wyd. Instytut Dziedzictwa Myśli Narodowej 2023.